# Монако на летних Олимпийских играх 2004
|        | Золото | Серебро | Бронза | Всего |
| ------ | ------ | ------- | ------ | ----- |
| Монако | 0      | 0       | 0      | 0     |

Монако на летних Олимпийских играх 2004 была представлена Олимпийским комитетом Монако (ОКМ).

## Состав сборной

### Лёгкая атлетика
- Себастьян Гаттусо

Участвовал в соревнованиях по бегу на 100 метров. В первом раунде показал время 10,58 секунд и занял 7 место из 10, что не позволило ему пройти в дальнейшие соревнования (в общем зачёте стал 54-м). Вместе с тем, полученное время позволило установить новый национальный рекорд в беге на 100 метров.

### Стрельба
- Фабьен Пасетти

Участвовала в соревнованиях с пневматической винтовкой в стрельбе на 10 метров. Не прошла в финал, заняв 43 место в квалификации с 382 очками.

### Плавание
- Жан Лоран Равера

Участвовал в заплыве на 100 метров вольным стилем, проплыв дистанцию за 56.47 секунд (по результатам соревнований 62-й результат).

## Официальные лица
- Председатель: Альбер II, князь Монако
- Генеральный секретарь: Иветта Лмбин-Берти